# Lars Leijonborg
Lars Erik Ansgar Leijonborg, född 21 november 1949 i Täby i  Stockholms län, är en svensk socionom och politiker (folkpartist).
Han var partiledare för Folkpartiet liberalerna under åren 1997–2007 samt statsråd och chef för Utbildningsdepartementet (utbildningsminister) 2006–2007. Efter sin avgång som partiledare var han högskole- och forskningsminister i samma departement till 2009. År 2010 började han arbeta på kommunikationsbyrån Diplomat Communications.
Leijonborg är socionom och var riksdagsledamot 1985–2009.

## Biografi
Leijonborg växte upp i Solna och är son till socialinspektören och pastorn i Missionsförbundet Axel Leijonborg (1908–1999) och Svea, född Nilsson (1914–1992). Han är bror till Ingemar Leijonborg. 
Leijonborg tog 1968 studentexamen i Solna och valdes 1971 till ordförande för Folkpartiets ungdomsförbund (nuvarande Liberala ungdomsförbundet) efter att ha vunnit omröstningen mot sittande ordföranden Per Gahrton med röstsiffrorna 50–49. Han var sekreterare i Förvaltningsutskottet för Stockholms läns landsting 1973–1975 och blev sekreterare i partiordförandes kansli 1976.
Efter sin ordförandetid avslutade han sina studier och tog socionomexamen 1974. Efter studierna var han verksam som politisk tjänsteman, politiker, journalist och konsult. År 1976 blev han pressekreterare åt utbildningsministern Jan-Erik Wikström. Han var dessutom bland annat partisekreterare 1979–1982, grundare och chefredaktör för tidningen Det liberala nyhetsmagasinet (NU) 1983–1984 och konsult på Svenska ManagementGruppen 1984–1990.
År 1985 valdes Leijonborg in i riksdagen och fem år senare, 1990, valdes han till andre vice ordförande för Folkpartiet. Efter valet 1991 blev han Folkpartiets gruppledare i riksdagen. Den 15 mars 1997 valdes han slutligen till partiledare efter Maria Leissner.
De första åren som partiledare blev besvärliga; partiet kämpade med låga opinionssiffror och låg synlighet i massmedierna, särskilt jämfört med Moderaterna. På en partikongress gjordes ett öppet försök att avsätta honom, men Leijonborg lyckades med knapp nöd bli omvald. Något år senare vände det, och partiet och Leijonborg lyckades omdefiniera sin profil. I valet 2002 fick Folkpartiet stor framgång – det talades om Leijonborgeffekten, och partiledaren fick i medierna smeknamnet ”Leijonkungen”. Framgången berodde förmodligen på en politik (framtagen av bland andra Mauricio Rojas) där krav ställdes på att invandrare som ville söka medborgarskap skulle klara ett test i svenska språket. Partiledaren agerade också med en större säkerhet än tidigare. Samtidigt hade Moderaterna en erkänt svag partiledare i Bo Lundgren och utpekades som tveksamt regeringsdugliga.[källa behövs] Efter valet 2002 försökte Leijonborg söka stöd för en borgerlig-grön koalition med Miljöpartiet, Kristdemokraterna, Centerpartiet och Folkpartiet, med passivt stöd av Moderaterna.[källa behövs] Initiativet misslyckades dock och Leijonborg kom att bidra till tillkomsten av en enad borgerlig opposition som Allians för Sverige 2004. 
Både i politiken och i yrkeslivet arbetade Leijonborg med förnyelsen av den offentliga sektorn. Vidare engagerade han sig i skolpolitik och mediefrågor och var drivande i besluten om fri radio i Sverige. Han tog även initiativet till den författningsreform som innebar längre mandatperioder och personval. På senare år ägnade han sig mycket åt ekonomisk politik och arbetsmarknadspolitik.
Politiskt sett anses Leijonborg ha omdanat Folkpartiet från en socialliberal attityd med starkt stöd för generell välfärd mot en mer kravställande riktning. Han diskuteras i det avseendet ofta i motsättning till Bengt Westerberg. Influenser anses bland annat ha hämtats från danska Venstre. Det ”skattestopp” folkpartiet gick till val på 2006 hade exempelvis några år tidigare fungerat väl för Venstre i det danska valet 2001, där Venstre erövrade inte bara regeringsmakten utan även blev största parti. Leijonborg har dock vid flera tillfällen förnekat ytterligare kopplingar till de danska liberalerna, och splittringen ökade efter regeringen Anders Fogh Rasmussen I, då Venstre satte sig i regeringsställning i öppen samverkan med Dansk folkeparti. Detta illustrerades inte minst av en hätsk debatt mellan Leijonborg och Pia Kjaersgaard i dansk tv 2002.
Efter valet 2006 sjönk Folkpartiets resultat kraftigt, vilket delvis sattes i samband med dataintrångsskandalen kopplad till partiets ungdomsförbund men som föregåtts av en gradvis nedgång. Allians för Sverige blev mer framgångsrikt och de borgerliga kunde bilda majoritetsregering, den första på ett kvartssekel. I regeringen Reinfeldt, som tillträdde den 6 oktober 2006, blev Leijonborg statsråd med ansvar för högskole- och forskningspolitiken samt chef för Utbildningsdepartementet. Han var dessutom ordförande i Globaliseringsrådet fram tills rådet lade fram sin slutrapport den 25 maj 2009. Han var även tillförordnad kulturminister några dagar i oktober 2006.
Under våren 2007 visade allt fler av partiets länsförbund att de inte stödde Leijonborg som partiledare. Efter att länsförbundet i Stockholm anslutit sig till dessa kritiker meddelade Leijonborg den 23 april att han inte ställde upp till omval som partiledare vid Folkpartiets landsmöte i september 2007. Den nedåtgående trenden fortsatte under Björklund, och Leijonborg kom därmed att verka både under det näst bästa valresultatet under enkammarriksdagen (efter valresultatet 1985) och under några av de allra sämsta. Allianssamarbetet, som huvudsakligen gynnade Moderaterna, innebar emellertid att en väldigt framskjuten roll för Folkpartiet under 1980-, 1990- och det tidiga 2000-talet gick tillbaka men bröt också Socialdemokraternas maktinnehav med historiska åtta år.  
I samband med Leijonborgs avgång som partiledare övertog hans efterträdare Jan Björklund posten som departementschef. Leijonborg utsågs till biträdande utbildningsminister med titeln högskole- och forskningsminister. Under Leijonborgs tid som högskole- och forskningsminister skrevs forskningspropositionen 2008. Han meddelade den 11 juni 2009 att han skulle lämna regeringen så fort en efterträdare utsetts. Detta skedde den 18 juni, då Tobias Krantz tog över statsrådsposten. Leijonborg avsade sig då också posten som riksdagsledamot efter nästan 24 år i riksdagen.
År 2010 utsågs Lars Leijonborg till ny styrelseordförande i Utbildningsradion. Detta skedde efter att det inte gått att nå enighet kring att han skulle bli ny ordförande i Sveriges Radio. Fackföreningar på UR kritiserade utnämningen då de ansåg att Leijonborg som tidigare partiledare är tydligt politiskt kopplad och att utnämningen inte bör vara ”ett tröstpris i en utnämningskarusell”. Han belönades den 2 februari 2011 med H.M. Konungens medalj i 12:e storleken med Serafimerordens band ”för en framstående politikergärning”. Från juni 2011 var han under några år även styrelseordförande för mediekoncernen Mittmedia. Han verkade som styrelseordförande för Karolinska Institutet från 2013 till 2016, då han avgick i samband med Macchiariniskandalen.
Lars Leijonborg var ordförande för Friskolornas Riksförbund mellan 2016 och 2021.

### Privatliv
Lars Leijonborg var åren 1992–2004 gift med folkpartipolitikern Lotta Edholm. Han har två söner.

## Dataintrånget
Den 3 september 2006 avslöjades ett dataintrång i socialdemokraternas intranät Sapnet, vilket hade spårats till en ledande företrädare för Liberala ungdomsförbundet. Leijonborg blev hårt trängd då det strax efter avslöjandet visade sig att partisekreteraren Johan Jakobsson i ett halvår hade vetat om att intrånget ägt rum, men Leijonborg hävdade bestämt att han inte känt till något om det innan avslöjandet kom.
Det visade sig även senare att inloggningsuppgifterna hade bytt ägare på frivillig basis mellan personen i det Liberala ungdomsförbundet och en person i SSU.

## Uppdrag i riksdagen
- Ordinarie ledamot 1985–2009
- Suppleant i Finansutskottet 1988–1990, 1994–2006
- Ledamot av Finansutskottet 1991–1994
- Suppleant i Konstitutionsutskottet 1994–1997
- Ledamot i Utbildningsutskottet 1984–1991
- Suppleant i Utrikesutskottet 2002–2004
- Ledamot i EU-nämnden 1995
- Ledamot i Krigsdelegationen 1991–2006
- Suppleant i Nordiska rådets svenska delegation 1998–2006
- Ledamot i Talmanskonferensen 1991–1997
- Suppleant i Utrikesnämnden 1991–1994, 1998–2002
- Ledamot i Utrikesnämnden 1994–1998, 2002–2006
- Suppleant i Riksbanksfullmäktige 1990–1991

## Utmärkelser
- Storkors av Italienska republikens förtjänstorden, 24 mars 2009.[19]